# Дечо Стояновски
Дечо Стоев Стояновски е български революционер, деец на Вътрешната македоно-одринска революционна организация и Върховния македоно-одрински комитет.

## Биография
Стояновски е в 1870 година в село Устово, тогава в Османската империя, днес квартал на Смолян, България. В 1898 година влиза в основания от Илия Хаджитошев революционен комитет в Устово. С целия комитет се присъединява към ВМОРО. Убит е в 1901 година заедно с устовския учител Атанас Шапарданов по нареждане ръководителя на върховисткия Чепеларски пункт - Константин Антонов, заради стари оплаквания до ВМОК от предишния ръководител на Чепеларския пункт Вълчо Сарафов.
В спомените си свещеник Димитър Мавров, ръководител на революционния комитет в Долно Райково и присъствал на убийството, пише:
| „ | Ние от Устово и Райково събрахме доста пари за оръжие, но оръжието не идваше. Устовци започнаха да негодуват от тая работа и през 1900 г., по Връбница Дечо Стоянов, който бе е дин от ръководителите на организацията в Устово, ходи с Колю Збирков в София да се оплакват. След това, вече през зимата, Дечо бе ходил пак в Устово - Шапарданов, все по същата работа – дето се бяха пращали пари, а не беше се получавало никакво оръжие. Зарад това ходене на Деча и Шапарданов те бяха обвинени, че са нарушили устава, та организацията ги осъди на смърт и ги уби. | “ |

На 3 март 2009 година е открита паметна плоча и барелеф на Стояновски в Устово. Името на Стояновски носи и улица в Смолян. В 2011 година, по повод 110-годишнината от смъртта на Шапарданов и Стояновски, в църквата „Свети Никола“ в Устово е отслужена панихида по инициатива на родствениците на Стояновски и Тракийското дружество в Устово.